# Armando Quintanilla
Juan Armando Quintanilla Loredo (19 de abril de 1968, San Luis Potosí, San Luis Potosí) es un corredor de larga distancia retirado de México, quién ganó dos medallas de oro en la Juegos Panamericanos de 1995 en Mar del Plata, Argentina: en las pruebas para hombres de 5,000 y 10000 metros. Compitió en tres Olimpiadas de verano consecutivas, empezando en 1992.